# Naissance en 991
Naissance
- 987
- 988
- 989
- 990
- 991
- 992
- 993
- 994
- 995

Cette page dresse une liste de personnalités nées au cours de l'année 991  :
- Airlangga, roi javanais qui règne de 1019 à 1045 sur Kahuripan.
- Yan Shu (en), homme d’État, poète, calligraphe et personnalité de la dynastie Song.

## Crédit d'auteurs
- Cet article est partiellement ou en totalité issu de l'article intitulé « 991 » (voir la liste des auteurs).